# فرانثيسكو نييبا
فرانثيسكو موراليس نييبا (بالإسبانية: Francisco Nieva) كاتب مسرحي وسيناريست ومخرج وروائي وكاتب مقالات ورسام إسباني. وُلد في فالديبيناياس بمقاطعة ثيوداد ريال في 29 ديسمبر 1924. وهو عضو في الأكاديمية الملكية الإسبانية منذ عام 1990. ولتفرده في إنتاجه المسرحي، حاز على الجائزة الوطنية للمسرح في مناسبتين عامي 1982 و1992 والجائزة الوطنية للأدب الدرامي وجائزة باين إنكلان عام 2011 لكتابته وإخراج اليمام والشفق والستار. وللإنتاج الأدبي بشكل عام، مُنح جائزة أميرة أستورياس للآداب عام 1992. وتوفي في مدريد في 10 نوفمبر 2016.

## حياته
كتب فرانثيسكو نييبا نفسه مجلدًا عن مذكراته تحت عنوان الأشياء على حالتها عام 2002. تنحدر عائلته من المتحولين الأثرياء الذين هاجروا إلى إسبانيا في القرن السابع عشر، وكان حفيد الهلنستي والكاهن ثيرياكو كروث. كان والده فرانثيسكو موراليس ضابطًا في بلدية بالديبيناياس وحاكمًا مدنيًا في طليطلة مع الجمهورية الثانية عام 1931، وقد انتقلوا للعيش هناك حتى أندلعت الحرب عام 1936. وكان عمه ثيريلو ديل ريو وزيرًا أثناء فترة الجمهورية، فيما كان جده لأبيه رئيسصا لمجلس المُحافظة طيلة سنوات عدة.

## أسلوبه
تميزت كتابات نييبا المسرحية بالصياغة السينماتوجرافية التي تعتمد على عنصر الصورة، والتي تدعم بدورها الكلمة في المسرح حتى تصل بدلالتها كاملة إلى المتلق. ويرى بعض النُقاد أن العرض المسرحي ليس انعكاسًا للواقع، وإنما هو إعادة إنتاج كتابات يتجلى بها السحر والأساطير والحكايات الخرافية ذات الأجواء الغامضة. واعتاد نييبا على تغليب ماهو عالمي وعام في اللغة المسرحية وتجنب كل ما هو خاص ومحلي، حيث حاول في كتاباته وأجوائه المسرحية جمع بين كوابيس جويا التشكيلية والإسبربنتو الخاص برامون ديل بايي إنكلان، مازجًا إياهم مع شاطحات ألفريد جاري وطقوسيات أنطونين أرتو، ليُوصل إلى المتلقي بعض فك شفرات كتاباته المسرحية وأجواءه الأسطورية في رغبة منه في استيعاب معانيها.

## روابط خارجية
- فرانثيسكو نييبا على موقع IMDb (الإنجليزية)